# 明日的世界 (電視節目)
《明日的世界》（Tomorrow's World）是一個長期於BBC電視台介紹科學和技術新發展的系列節目。最初於BBC1在1965年7月7日播放，節目共持續了38年，直到2003年初才取消此節目。节目最初由科学史家詹姆斯·伯克主持，后又有亚当·哈特-戴维斯、薇薇安·派瑞等多位主持人。